# Rîşcani (condado)
Rîşcani é um condado (ou distrito) da Moldávia. Sua capital é a cidade de Rîşcani.